# المخاظه العليا (نجرة)

تعديل مصدري - تعديل

المخاظه العليا هي إحدى قرى عزلة الشرقى بمديرية نجرة التابعة لمحافظة حجة، بلغ تعداد سكانها 347 نسمة حسب تعداد اليمن لعام 2004.